# Kijomizu-dera
Kijomizu-dera (japonsky 清水寺) označuje několik různých japonských buddhistických chrámů, ale nejčastěji chrám Otowasan Kijomizudera (音羽山清水寺) ve východním Kjótu. Je to jedna z nejznámějších památek v Kjótu. Historie chrámu sahá až do roku 798, ale současné budovy byly postaveny v roce 1633. Jméno chrámu je odvozeno od vodopádu, který se nachází uvnitř komplexu - kijoi mizu (清い水), což doslova znamená čistá voda. Od roku 1994 je chrám spolu s několika dalšími památkami v Kjótu zapsán na Seznam světového dědictví UNESCO pod názvem „Památky na starobylé Kjóto“.
Hlavní budova chrámu je pozoruhodná svou rozlehlou terasou podpíranou stovkami dřevěných sloupů, která ční nad svahem a nabízí krásný výhled na město. Výraz „skočit z Kijomizu“ (「清水の舞台から飛び降りる」) je japonský ekvivalent českého výrazu „skočit do něčeho po hlavě“. Je to odkaz na pověru z období Edo, podle které se každému, kdo přežije skok z chrámové terasy do údolí, splní jeho přání.
Přežít takový skok je možné - bujná vegetace pod terasou může zmírnit pád šťastnějšího poutníka. Ovšem skákat z terasy je dnes zakázáno. Během období Edo zde bylo zaznamenáno 234 skokanů, z nichž 85,4% přežilo. Výška pádu je „jen“ 13 metrů, ale i to je na dřevěnou konstrukci značná hodnota.
Pod hlavní budovou se nachází vodopád Otowa-no-taki - tři proudy vody padající do jezírka. Chrámoví návštěvníci si nabírají vodu do kovových hrníčků, protože věří, že má léčebné účinky. Říká se, že pití vody ze třech proudů dodává zdraví, dlouhověkost a úspěch při studiu.
Chrámový komplex obsahuje několik dalších svatyní, např. Džišu-džindža, zasvěcená Okuninušino-Mikoto, bohu lásky a „dobrého výběru životního partnera“. Džišu-džindža vlastní dva „kameny lásky“, které jsou od sebe vzdáleny 18 metrů. Návštěvníci se snaží přejít od jednoho kamene ke druhému se zavřenýma očima, pokud se jim to podaří, znamená to, že v budoucnu najdou svou lásku. Pokud potřebují pomoc, budou potřebovat pomoc i při hledání své lásky.
Komplex je jednou z nejvíce navštěvovaných atrakcí ve městě, a tak nechybí ani nezbytné „příslušenství“ každého populárního chrámu: pouliční prodavači nabízejí různé talismany, vonné tyčinky a omikudži (papírky předpovídající štěstí či smůlu). Vysoká popularita chrámu také znamená, že je velmi nesnadné udělat jakékoliv fotografie na terase hlavní budovy.

## Fotogalerie

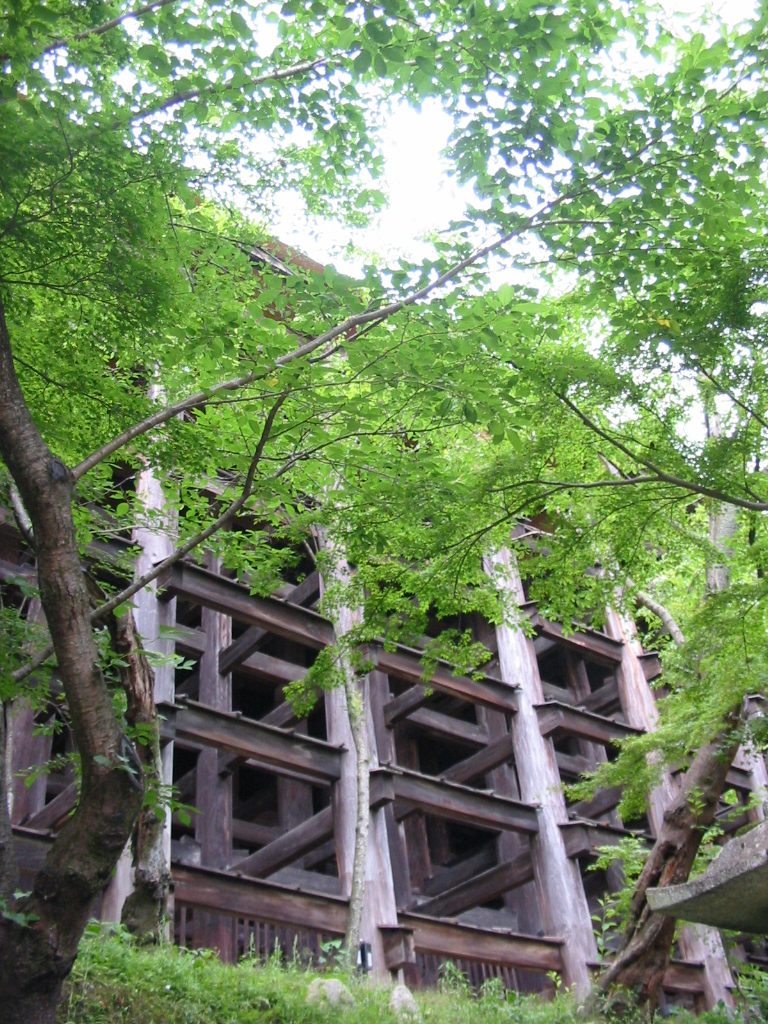
Podpůrné pilíře Kijomizudera
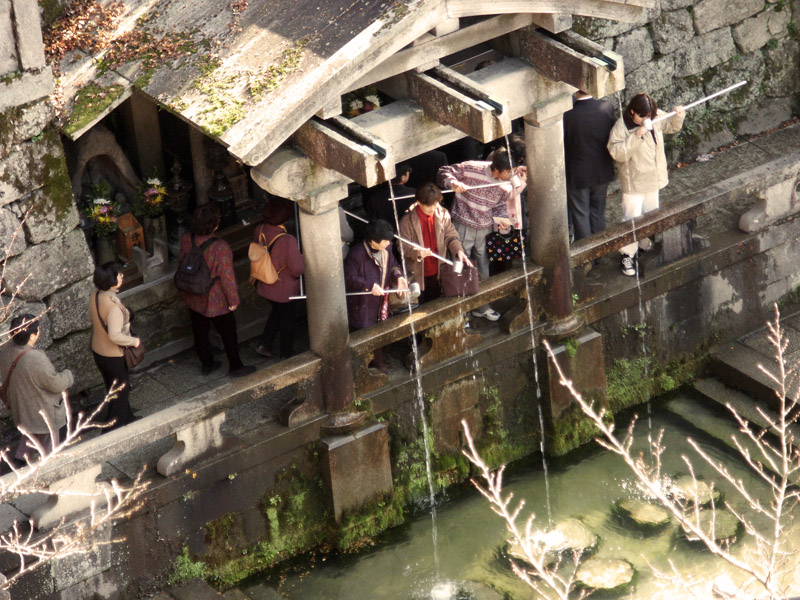
Otowa-no-taki, z kterého návštěvníci pijí pro zdraví, dlouhověkost a úspěch ve studiu
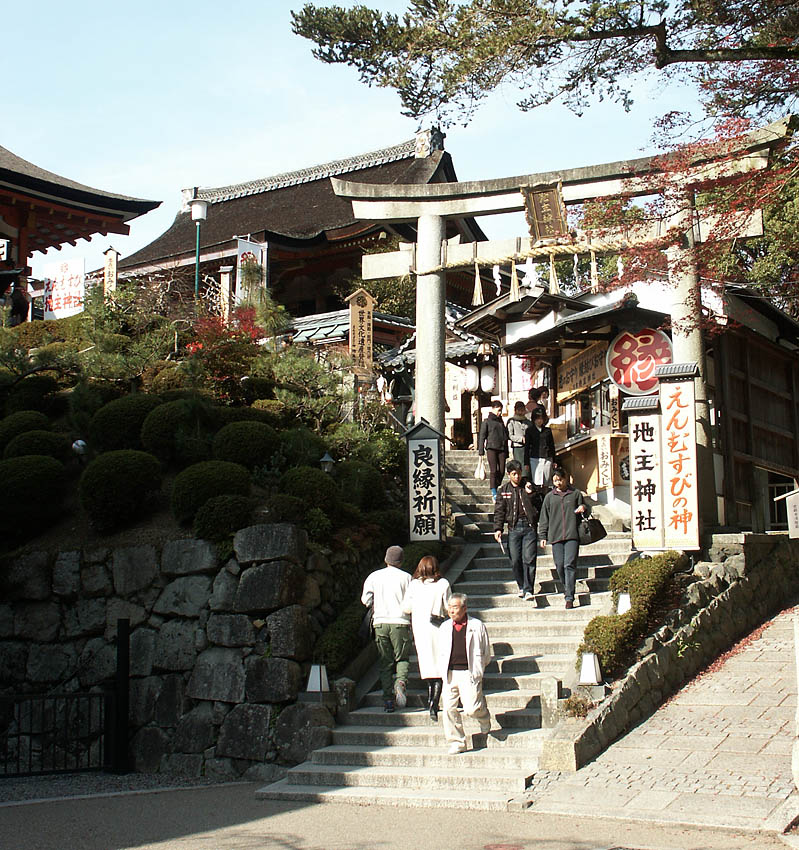
Brána torii svatyně Džišu-džindža
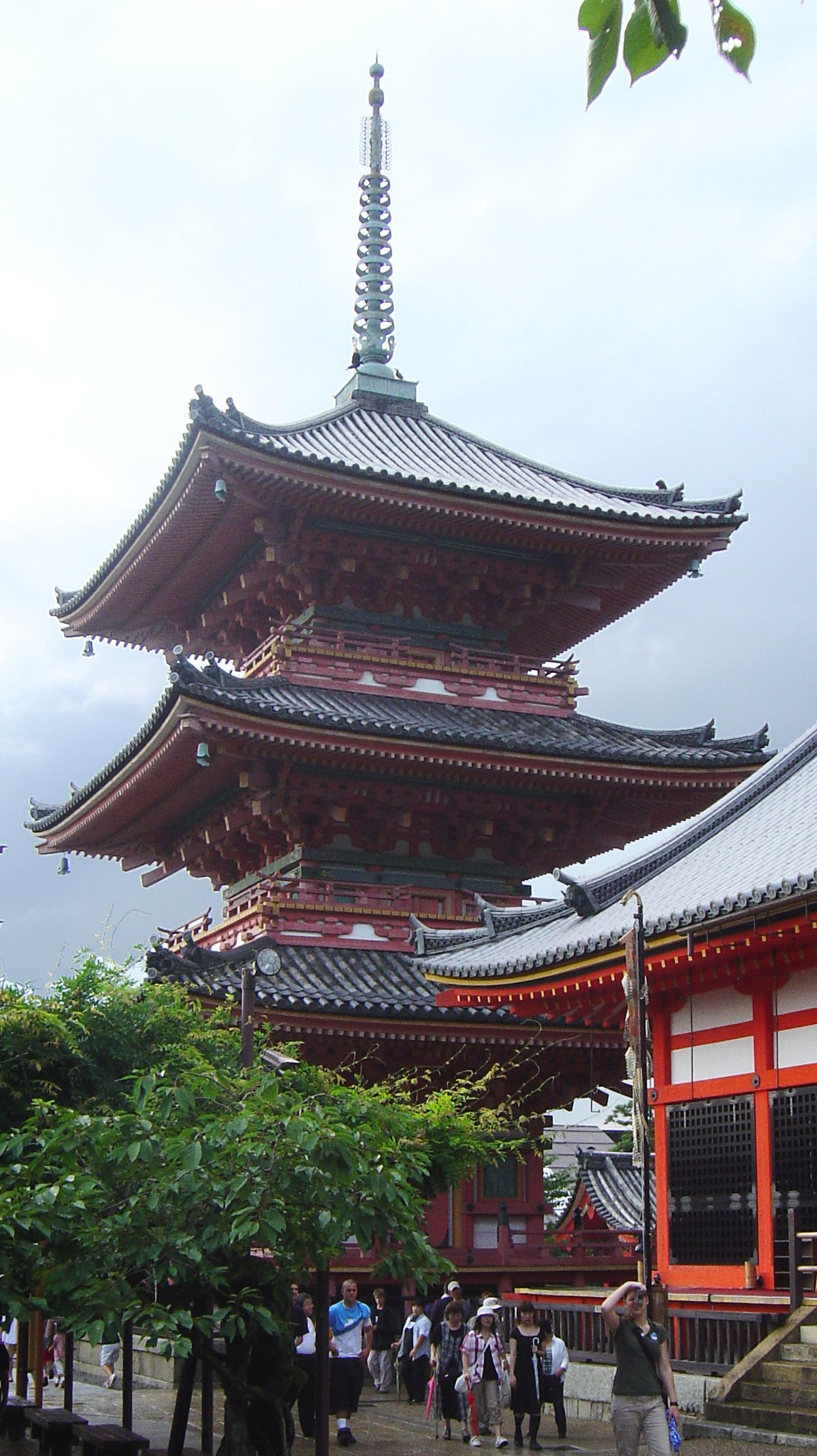
Pagoda
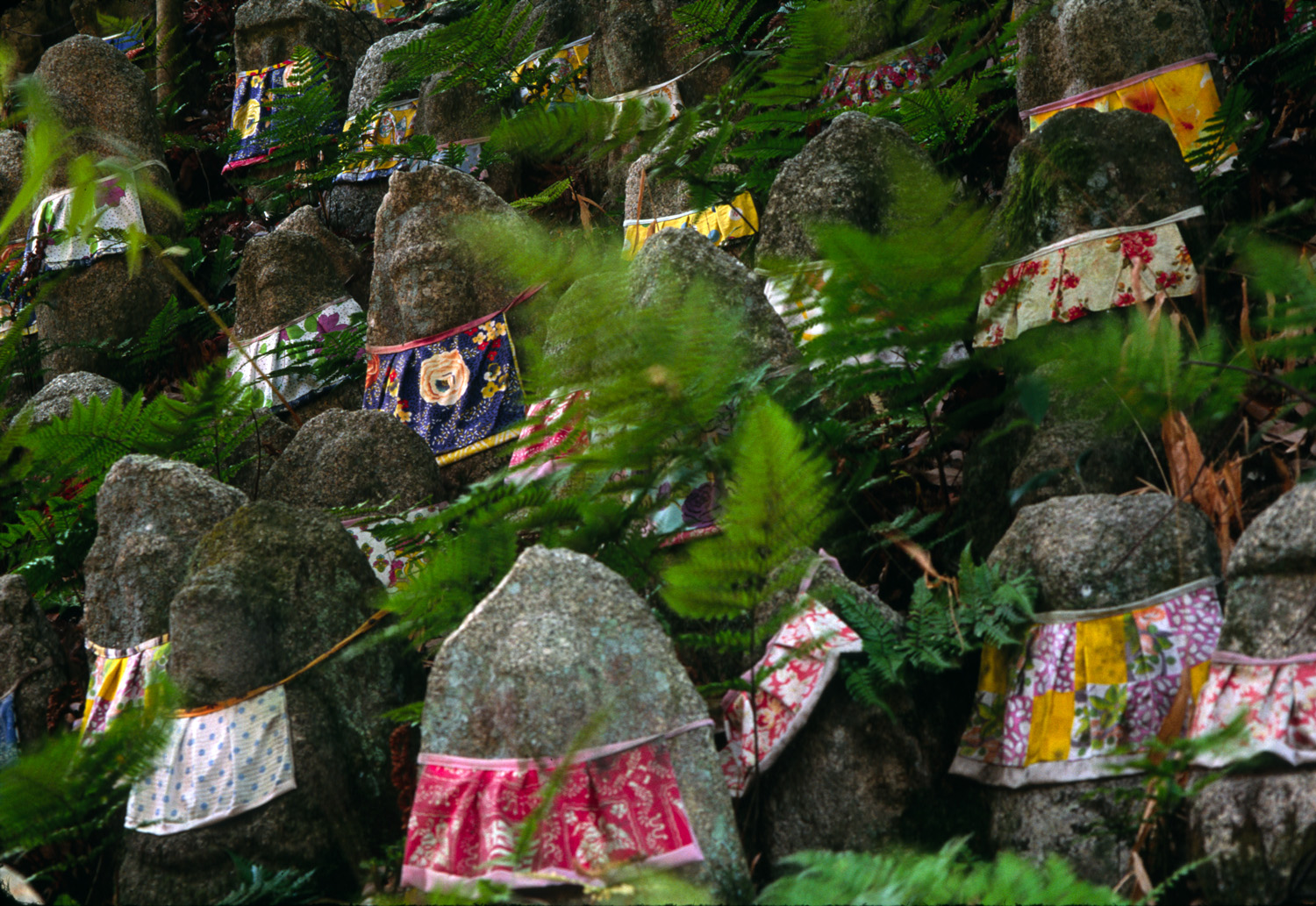
Posvátné sochy pokryté kapradím
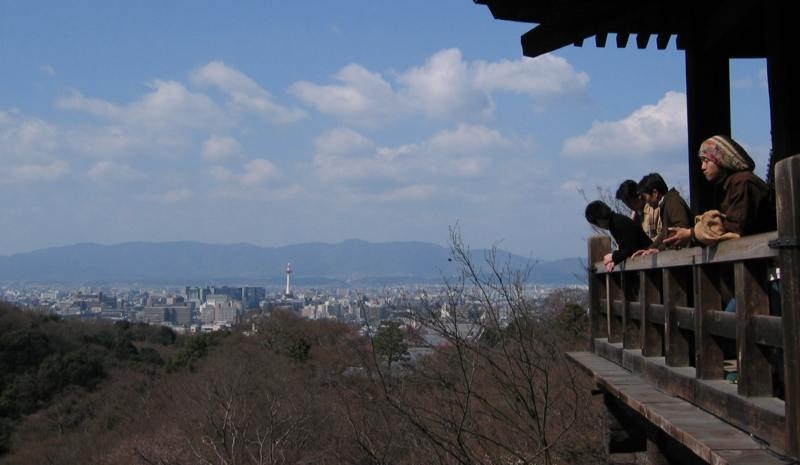
Pohled na město Kjóto z Kijomizu-dera